# Arthur O’Connell
Arthur O’Connell (* 29. März 1908 in New York City; † 18. Mai 1981 in Kalifornien) war ein US-amerikanischer Schauspieler.

## Leben
Arthur O’Connell war ab den 1930er Jahren als Bühnenschauspieler tätig. 1938 machte er sein Filmdebüt in der B-Movie-Komödie Freshman Year an der Seite von William Lundigan. In den nächsten Jahren spielte er in Hollywood allerdings nur Kleinstrollen, so beispielsweise als einer der zahlreichen Reporter in Citizen Kane von Orson Welles. Daraufhin wandte er sich wieder der Bühne zu, machte 1943 sein Debüt am Broadway und spielte in klassischen Shakespeare-Stücken wie Macbeth und Hamlet. Ende der 1940er-Jahre stand er wieder für eine Reihe von Kinofilmen vor der Kamera, allerdings weiterhin nur in kleinen Rollen.
Seinen großen Durchbruch feierte O’Connell mit seiner Darstellung des freundlichen Junggesellen und Ladenbesitzers Howard Bevens in dem mit dem Pulitzer-Preis ausgezeichneten Theaterstück Picnic von William Inge. Er spielte diese Figur zunächst ab 1953 in der Originalproduktion am Broadway und auch 1955 in der gleichnamigen Verfilmung, wofür er eine Oscar-Nominierung als bester Nebendarsteller erhielt. Er spielte in der Folge weitere wichtige Nebenrollen beim Film, häufig als freundlicher, aber oft unglücklicher Mann mittleren Alters. 1956 verkörperte er einen erfahrenen Cowboy in Bus Stop neben Marilyn Monroe, einer weiteren Inge-Verfilmung. Seine zweite Oscar-Nominierung erhielt O’Connell für seine Darstellung des alkoholkranken Anwaltsfreundes von James Stewarts Figur in dem Gerichtsfilm Anatomie eines Mordes (1960).
Im US-Fernsehen übernahm der Schauspieler ab den 1950er-Jahren Gastrollen in Serienklassikern wie Bonanza, Verrückter wilder Westen, Big Valley, Auf der Flucht, Der Chef und Notruf California. Eine Hauptrolle übernahm O’Connell zwischen 1967 und 1968 in der Sitcom Der Mann von gestern (The Second Hundred Years): In dieser spielte er einen älteren Herren, dessen verschollener Vater (gespielt von Monte Markham) nach 67 Jahren lebend aus dem Eis in Alaska ausgegraben wird und durch die lange Einfrierung körperlich halb so alt wie sein Sohn ist.
Mitte der 1970er-Jahre zog er sich zusehends von der Schauspielerei zurück, nachdem bei ihm die Alzheimer-Krankheit diagnostiziert worden war. Er starb 1981 im Alter von 73 Jahren an den Folgen dieser Krankheit. Seine letzte Ruhestätte fand er auf dem Calvary Cemetery in Woodside, New York.

## Filmografie (Auswahl)
- 1938: Freshman Year
- 1940: Dr. Kildare: Die Heimkehr (Dr. Kildare Goes Home)
- 1941: Citizen Kane
- 1948: Open Secret
- 1948: Dr. Johnsons Heimkehr (Homecoming)
- 1948: Die Macht des Bösen (Force of Evil)
- 1948: Der beste Mann (State of the Union)
- 1948: Stadt ohne Maske (The Naked City)
- 1948: Venus macht Seitensprünge (One Touch of Venus)
- 1951: The Whistle at Eaton Falls
- 1955: Picknick (Picnic)
- 1956: Die Frau im goldenen Cadillac (The Solid Gold Cadillac)
- 1956: Der Mann im grauen Flanell (The Man in the Gray Flannel Suit)
- 1956: Die Furchtlosen (The Proud Ones)
- 1956: Bus Stop
- 1957: Die Monte Carlo Story (Monte Carlo)
- 1957: Junges Glück im April (April Love)
- 1957: Selten so gelacht (Operation Mad Ball)
- 1958: Der Mann aus dem Westen (Man of the West)
- 1959: Anatomie eines Mordes (Anatomy of a Murder)
- 1959: April entdeckt die Männer (Gidget)
- 1959: Unternehmen Petticoat (Operation Petticoat)
- 1960: Cimarron
- 1961: Ein charmanter Hochstapler (The Great Impostor)
- 1961: Die unteren Zehntausend (Pocketful of Miracles)
- 1961: Massaker im Morgengrauen (A Thunder of Drums)
- 1962: Ein Sommer in Florida (Follow that Dream)
- 1964: Die wilden Weiber von Tennessee (Kissin’ Cousins)
- 1964: Der mysteriöse Dr. Lao (7 Faces of Dr. Lao)
- 1965: Das große Rennen rund um die Welt (The Great Race)
- 1965: Der dritte Tag (The Third Day)
- 1966: Die phantastische Reise (Fantastic Voyage)
- 1968: Die sechs Verdächtigen (The Power)
- 1970: Zwei dreckige Halunken (There Was a Crooked Man…)
- 1970: Stellt Euch vor, es gibt Krieg und keiner geht hin (Suppose They Gave a War and Nobody Came?)
- 1971: Das vergessene Tal (The Last Valley)
- 1972: Ben
- 1972: Die Spur der schwarzen Bestie (They Only Kill Their Masters)
- 1972: Die Höllenfahrt der Poseidon (The Poseidon Adventure)
- 1974: Huckleberry Finn
- 1975: Die Zuflucht (The Hiding Place)